# Кран машиніста

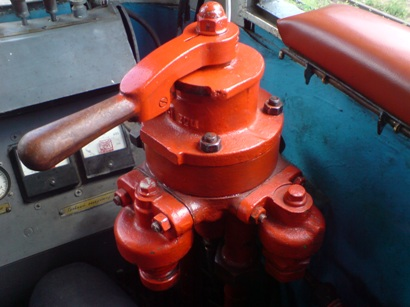
Кран машиніста № 394—000-2

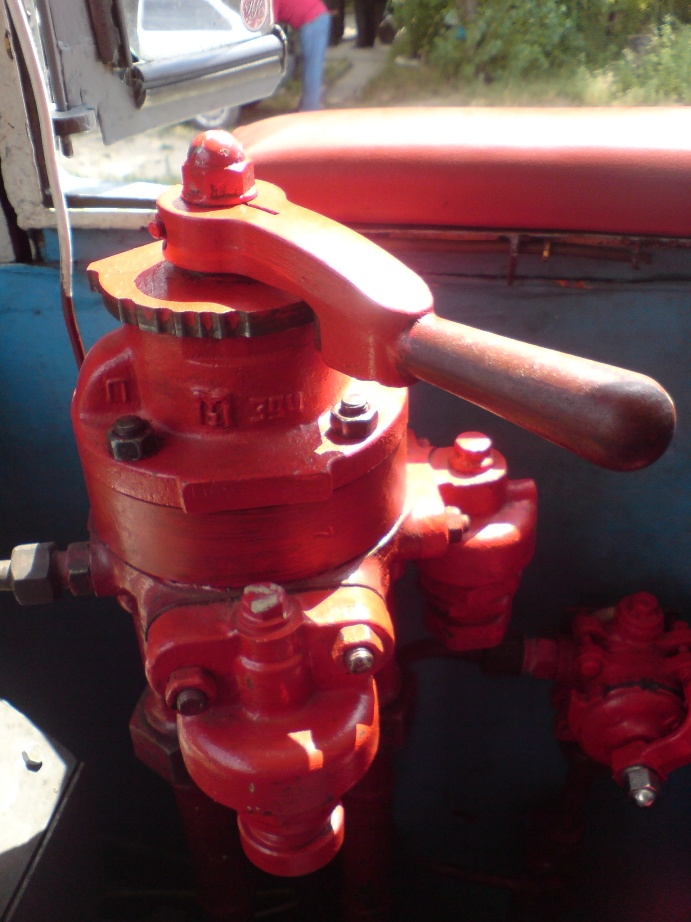
Кран машиніста № 394 у положенні «Екстрене гальмування»

Кран машиніста — пристрій, призначений для керування гальмами на залізничному рухомому складі.
Крани розподіляються за номерами. Розповсюджені крани мають такі номери: ум.№ 222, ум.№ 326, ум.№ 394, ум.№ 395, ум.№ 334Е.
Основними кранами є кран ум.№ 394 та ум.№ 395, які відрізняються один від одного тим, що у крані ум.№ 395 встановлено електричний контролер для електро-пневматичних гальм.

## Конструкція крана машиніста №394
Кран машиніста ум.№ 394 складається із 5 основних частин:

1. Зрівнююча частина;

2. Проміжкова частина;
3. Золотникова частина;

4. Редуктор;

5. Стабілізатор;
Редуктор керує впуском стиснутого повітря із головного резервуара в зрівнювальний резервуар до досягнення тиску повітря у останньому, яке відповідає зусиллю регулюючої пружини. Іншими словами, редуктор задає граничний тиск у зрівнювальному резервуарі, і, відповідно, зарядний тиск гальмової магістралі.
Стабілізатор призначений для розрядки зрівнювального резервуара у процесі ліквідації надзарядки у ньому постійним (стабільним) темпом, а також для недопущення накопичування тиску у зрівнювальному резервуарі при 2-му положенні ручки крана машиніста через нещільність клапана редуктора або золотника.
Іншими словами, стабілізатор призначений для ліквідації надзарядки у зрівнювальному резервуарі, і відповідно, в гальмовий магістралі.

## Положення ручки крана машиніста №394—000-2
1. Відпуск і зарядка;

2. Поїздне з ліквідацією надзарядки;

3. Перекрите без живлення гальмової магістралі;

4. Перекрите з живленням гальмової магістрали;

5а. Службове гальмування для багатосоставних поїздів; (є у кранах 394—000-2)

5. Службове гальмування;

6. Екстрене гальмування;

## Дії крана машиніста №394 при 1-му положенні його ручки
При встановленні ручки крана машиніста у 1-го положення золотник вікнами великого перетину, еквівалентному перетину трубки діаметром 16 мм, з'єднує головний резервуар з гальмовою магістраллю. Одночасно стиснуте повітря із головного резервуара поступає в надпоршневу камеру, а із неї через дросельний отвір діаметром 1.6 мм поступає у зрівнювальний резервуар.

## Дії крана машиніста №394 при переводі ручки з 1-го в 2-ге положення
Після переводу ручки крана машиніста з 1 у 2 положення відбувається ліквідація надзарядки, яка протікає у дві стадії. Перша стадія — швидке зменшення тиску у гальмовій магістралі до рівня тиску у зрівнювальному резервуарі. У коротких поїздах та на одиночних локомотивах цей спад супроводжується короткочасним, з характерним шумовим ефектом викиду стиснутого повітря із гальмової магістралі в атмосферу.
Другу стадію ліквідації забезпечує стабілізатор.

## Дії крана машиніста №394 при 5-му положенні його ручки
Для виконування службового гальмування машиніст переводить ручку крана у 5-те положення. При цьому відбувається випуск стиснутого повітря із зрівнювального резервуара в атмосферу. Далі кран машиніста почне випускати стиснуте повітря із гальмової магістралі у атмосферу доти, поки тиск у зрівнювальному резервуарі і гальмівній магістралі не зрівняється.

## Дії крана машиніста №394 при 4-му положенні його ручки
Швидкість зниження тиску у зрівняльному резервуарі завдяки джерелам за інструкцією не повинна перевищувати 0,01 МПа за 3 хвилини. У гальмовій магістралі вона повинна бути не більше 0.2 МПа за 1 хвилину, тобто за існуючими нормами густина зрівнювального резервуара вище густини гальмової магістралі у 6 разів. Кран машиніста буде живити гальмову магістраль до тиску, який буде у зрівняльному резервуарі. З цим буде відбуватися живлення гальмової магістралі і поповнення джерел повітря.

## Дії крана машиніста при 3-му положенні його ручки
При 3 положенні ручки крана машиніста включається зворотний клапан, який з'єднує гальмову магістраль зі зрівнювальним резервуаром, завдяки чому тиск у зрівняльному резервуарі падає відповідно до тиску в гальмовій магістралі. Завдяки цьому не відбувається підпитки гальмової мережі стиснутим повітрям.

## З'єднання крана машиніста з пневматичними магістралями
На трубі, що живить кран машиніста стиснутим повітрям з головних резервуарів, встановлений кран подвійної тяги, який являє з себе пробковий роз'єднуючий кран з двома положеннями рукоятки — «відкритий» і «закритий». Нормальним положенням крана подвійної тяги при діючій кабіні є положення «Відкритий».
На трубі, що з'єднує кран машиніста з пролітною трубою локомотива, встановлений комбінований кран, який служить для екстреного гальмування поїзда, а також для перекриття трубопроводу, що іде з від крана машиніста до гальмової магістралі. Нормальним положенням рукоятки крана у діючій кабіні є середнє положення, при якому кран 394 з'єднаний з гальмовою магістраллю. Крайнє праве положення рукоятки крана відповідає екстреному гальмуванню, при якому гальмова магістраль поїзда через великий отвір з'єднується з атмосферою. У недіючій кабіні комбінований кран повинен бути в крайньому лівому положенні — перекритий.